# Febbre puerperale
Per febbre puerperale o sepsi puerperale si intende una grave infezione dell'utero che può verificarsi dopo un parto o un aborto. È provocata da una contaminazione da batteri, in particolare Escherichia coli, streptococchi o altri germi anaerobi che infettano l'endometrio, lo strato di mucosa che riveste il lume dell'utero, nelle zone in cui per vari motivi ha subito delle lesioni.

## Sintomi e segni
L'infezione puerperale inizia generalmente con dolori all'utero. Solitamente sono presenti brividi, cefalea, malessere e inappetenza accompagnati da pallore, tachicardia e leucocitosi. Le lochiazioni possono essere diminuite o, al contrario, abbondanti e maleodoranti. Quando è interessato il parametrio, il dolore e la febbre sono intensi.

## Terapia
Somministrazione endovenosa di antibiotico ad ampio spettro (p. es., ampicillina/sulbactam 1,5-3,0 g. ogni 6 ore oppure ticarcillina/clavulanato di potassio 3,1 g. ogni 6 ore) fin quando la paziente non sia sfebbrata per almeno 48 ore.

## Trasmissione
L'infezione era molto diffusa fino alla seconda metà del XIX secolo e veniva trasmessa per contagio diretto tramite lesioni della mucosa avvenute durante il parto. Fu Ignác Semmelweis a formulare l'ipotesi, straordinaria per l'epoca, che questa fosse dovuta all'abitudine che i medici e gli studenti presenti in reparto avevano di passare dall'esame autoptico sulle donne decedute direttamente al contatto con le partorienti che andavano a visitare in corsia. La patologia è stata del tutto debellata, in seguito, grazie alle norme igieniche che sono state adottate a scopo preventivo nei reparti di maternità degli ospedali.

## Origini del nome
Il termine "febbre puerperale" fu introdotto nel 1716 da Edward Strother, in un libro intitolato "Acritical Essay On Fevers", da "puerpera" (la donna che ha appena partorito), parola composta dal latino "puer" (bambino) e "pario" (partorire).

## Storia
La febbre puerperale è testimoniata sin dai tempi di Ippocrate: la prima descrizione nota si trova nel Corpus Hippocraticum. Nel Libro I delle Epidemie, l'autore descrive un caso verificatosi a Taso: «La moglie di Filino, che aveva partorito una figlia […] il quattordicesimo giorno dopo il parto fu colta da febbre» con dolori addominali, brividi, delirio. La donna morì dopo venti giorni.
Seppure la malattia è nota da tempo memorabile, a lungo non ne fu accertata la causa. Furono formulate svariate teorie, basate su osservazioni confuse e non supportate da dimostrazione speculativa:
1. teoria dell'arresto della libera fuoriuscita dei lochi: i lochi (secreti che fuoriescono dalla vagina per un periodo di circa 6 settimane dopo il parto), non espulsi e putrefatti a seguito del ristagno, risalgono nei tessuti e nel sangue, causando dolore, febbre e decesso della donna. La patogenesi veniva fatta risalire a eccessiva densità del sangue, ristrettezza o ostruzione dei vasi, aria fredda all'interno dell'utero, freddo all'estremità degli arti inferiori, o, infine, a “passioni che facevano retrocedere il cammino del sangue dall'utero” (paura, dolore);[5]
2. teoria dell'impurità del sangue: secondo tale teoria durante i nove mesi di gravidanza, le vene avrebbero assorbito veleni prodotti dal materiale fecale accumulato. La causa dell'accumulo era attribuita all'utero che, ingrossandosi, esercita una pressione sull'intestino, provocando una stasi;[6]
3. teoria della metastasi del latte: si credeva che il latte fosse composto da fluido mestruale trasformato, che raggiungeva le mammelle attraverso un dotto posto tra la sommità dell'utero e la punta del capezzolo. Nell'aprire il cadavere delle donne decedute di febbre puerperale, il pus che si trovava in addome appariva così simile al latte, che alcuni dissettori affermavano che questo avesse deviato dal suo normale percorso verso le mammelle e si fosse accumulato nell'addome;[7]
4. teoria dei "miasmi": un'atmosfera nociva si poteva sprigionare da altri individui malati o da influenze telluriche, solari o magnetiche;
5. teoria psicologica: quest'ultima era basata sul terrore delle donne partorienti provocato dal suono della campanella del pastore, che preannunziava morte; secondo altri, la figura maschile del medico provocava un profondo turbamento violando la pudicizia femminile.[8]

Ai tempi di Ippocrate, la teoria più accreditata era quella dell'arresto della libera fuoriuscita dei lochi.
La scoperta delle cause della febbre puerperale ha una storia travagliata e triste, dato l'ingente numero di madri morte dopo il parto. Il gesuita Athanasius Kircher ipotizzò, nel 1658, che «piccoli animali viventi, invisibili a occhio nudo», diffondessero malattie contagiose, ma tale ipotesi venne ignorata dai medici dei secoli successivi. Molto prima di Kircher, nel 1546, Girolamo Fracastoro di Verona nel suo libro De Contagione aveva già suggerito un'ipotesi del genere. Tali ipotesi non furono prese in considerazione e si stima che tra XVIII e XIX secolo la malattia abbia ucciso centinaia di migliaia di donne. La vita di quei medici che si impegnarono nella ricerca delle cause dell'infezione, come Gordon, Holmes e Semmelweis, fu resa difficile a causa delle loro scoperte, che rivelavano la colpevolezza degli stessi medici nella trasmissione della malattia.

### La prima intuizione di Gordon
Alexander Gordon, medico scozzese nato nel 1752, intuì che la febbre puerperale era contagiosa. Egli operava come ostetrico ad Aberdeen. In questa cittadina, nel dicembre del 1789, si scatenò un'epidemia di febbre puerperale che durò sino al marzo del 1792. Gordon, abile osservatore, fu colpito dal fatto che quasi ogni paziente ferito, maschio o femmina, ricoverato all'Ospedale di Aberdeen, veniva colpito dall'infezione, nei pressi della ferita, subito dopo il ricovero. Questa osservazione gli bastò per confutare ogni teoria sulla febbre puerperale basata sulle lochiazioni, sul latte, o comunque sulla varietà di opinioni fantasiose accettate dalla classe medica dirigente: si convinse che la malattia venisse trasmessa per contagio. La sua immaginazione non arrivò però a postulare che venisse provocata da qualche agente specifico. Si limitò a considerare che «ogni persona che sia stata con una paziente affetta da puerperale si carica di atmosfera infetta, che viene comunicata a ogni donna incinta che capita nella sua sfera». Nel 1795, Gordon pubblicò A Treatise on the Epidemic Puerperal Fever of Aberdeen, nel quale spiegava, con il sostegno di tavole, rapporti autoptici e altri dati verificabili, la teoria del contagio. Commise, però, l'errore di pubblicare i nomi di 17 levatrici coinvolte e, con l'ammissione della sua stessa colpevolezza, si procurò non solo l'ira delle levatrici, ma anche la perdita del suo stesso lavoro. In breve tempo le sue teorie furono dimenticate.

### Le considerazioni di Holmes
Già si riscontrava un crescente consenso intorno all'ipotesi che la febbre puerperale fosse una malattia contagiosa. Tra i sostenitori più convinti di questa teoria, Oliver Wendell Holmes, patologo, poeta e saggista statunitense, si pose l'obiettivo di persuadere gli scettici o di smontare le opinioni contrarie di alcuni dei principali ostetrici del periodo; tra questi, il famoso professore di ostetricia Charles Delucena Meigs, che persisteva nell'errore. Nel 1843, Holmes pubblicò un saggio in cui sosteneva che l'origine della febbre puerperale derivasse dal contatto e che fosse trasportata da un paziente ad un altro dagli stessi medici. Egli scrive che «La malattia nota come febbre puerperale è così contagiosa da essere frequentemente trasportata da una paziente all'altra da medici e infermieri». Holmes non arrivò a comprendere il meccanismo con cui la malattia veniva trasmessa, ma diede una serie di consigli preventivi, i quali, se seguiti alla lettera, avrebbero diminuito l'incidenza della febbre puerperale:
1. i medici dovevano evitare le autopsie di casi di febbre puerperale quando si preparavano ad assistere un parto;
2. se fosse stato necessario essere presenti a un'autopsia, tutti i vestiti dovevano essere cambiati e dovevano passare 24 ore prima che il medico potesse operare su una partoriente;
3. nel caso della scoperta di un caso di febbre puerperale nella propria attività, il medico era obbligato a considerare il pericolo che la paziente successiva venisse contagiata e a prendere appropriate precauzioni;
4. ogni medico che avesse fatto esperienza di due casi in un breve periodo di tempo avrebbe dovuto lasciare la professione per almeno un mese.

### La soluzione di Semmelweis
Sebbene Holmes non suggerisse alcuna forma specifica di disinfezione del corpo oltre al lavarsi, egli fece notare che un certo dottor Semmelweis aveva sperimentato un «presunto improvviso e notevole calo della mortalità per febbre puerperale» mediante l'utilizzo di uno spazzolino per pulire le unghie e grazie alla disinfezione delle mani con cloruro di calce. Ignác Semmelweis era un medico ungherese, assistente nella Clinica ostetrica all'Allgemeines Krankenhaus di Vienna. Effettivamente la mortalità, nel suo reparto, era calata notevolmente, sino a divenire quasi nulla. L'idea di Semmelweis era che «Sono le dita degli studenti, contaminatesi nel corso di recenti dissezioni, che portano la fatali particelle cadaveriche negli organi genitali della donna incinta». Egli era rimasto colpito dalla seguente osservazione: l'ospedale di Vienna era suddiviso in due padiglioni: in uno operavano medici e specializzandi, nell'altro solo ostetriche; nel 1846, su 4 000 puerpere ricoverate nel padiglione 1, affidato alle cure dei medici, la febbre puerperale ne aveva uccise 459 (l'11%); nel padiglione accanto, dove operavano solo ostetriche, la mortalità era invece dell'1%. Semmelweis fece introdurre nel suo reparto una soluzione di cloruro di calce, con la quale ciascuno degli studenti che si era impegnato in dissezioni di cadaveri il giorno stesso o il precedente, doveva lavarsi accuratamente le mani, prima di effettuare qualsiasi tipo di operazione su una donna incinta.

### Il triste epilogo di Semmelweis
Ci sono voluti più di quarant'anni prima che la scoperta di Semmelweis venisse accettata e applicata in modo generalizzato: la dimostrazione della contaminazione batterica fu data da Pasteur solo nel 1864 e, prima di allora, le scoperte di Semmelweis vennero screditate e le morti ripresero a essere ingenti. Il povero dottor Semmelweis venne licenziato dall'ospedale di Vienna, nonostante i positivi risultati, per aver dato disposizioni senza averne l'autorità. Tornato in Ungheria applicò lo stesso metodo all'ospedale di San Rocco a Pest, ottenendo anche qui un abbassamento significativo dei nuovi casi di febbre puerperale. Malgrado ciò la comunità scientifica dell'epoca gli si scagliò contro ed egli finì per essere ricoverato in manicomio, dove morì nel 1865, dopo un'agonia durata poche settimane a causa di un'infezione contratta al teatro anatomico di Pest durante una dissezione.